# Mikkel Sebastian Rosendal
Mikkel Sebastian Rosendal er en dansk journalist og vært på Go' morgen P3.
Han er især kendt som den ene halvdel af P3’s populære radioprogram LOL DK, hvor han indsamlede danskernes vittigheder sammen med Christian Bonde, der har lavet Curlingklubben på P3. Men i dag laver han  Fantino og Bonde sammen med X Factor værten Maria Fantino.[kilde mangler]

## Karriere

### Pineapple Entertainment
Mikkel Sebastian Rosendal startede karrieren på Pineapple Entertainment, hvor han har arbejdet som tilrettelægger på Natholdet og Monte Carlo.

### LOL DK
I sommeren 2017 blev Mikkel Sebastian Rosendal vært på radioprogrammet LOL DK, der blev sendt på DR P3. Det havde stor succes, men fik også kritik, efter at programmet havde givet såkaldt "frit lejde"til jokes, der ifølge nogle var "over stregen" – herunder "racistiske jokes". Det mødte stor kritik i medierne.

### Go' morgen P3
I november 2018 fik Rosendal jobbet som vært på Go' morgen P3. Her arbejder han sammen med Andreas Kousholt og Maria "JoJo" Madsen